# Fórmules de Fresnel
Les equacions de Fresnel (o condicions de Fresnel), deduïdes per Augustin-Jean Fresnel, descriuen el comportament de la llum quan es mou entre medis òptics de diferent índex de refracció. Aquestes fórmules no es poden deduir de l'òptica geomètrica i només s'aconsegueixen a partir de les equacions de Maxwell.

## Descripció general
Quan la llum es mou d'un medi amb un índex de reflexió donat, n1, cap a un segon medi amb índex de refracció n₂, es pot produir tant la reflexió com la refracció de la llum. Les equacions de Fresnel descriuen quina fracció de la llum es reflecteix i quina es refracta. Descriuen a més, el canvi de fase de la llum reflectida.
Les equacions assumeixen que la superfície que separa els dos medis (suposats homogenis) és plana. La ona incident se suposa una ona plana i els efectes de vora es consideren negligibles.

### Polaritzacions S i P
El comportament depèn de la polarització del raig incident. Es distingeixen dos casos: 

#### Polarització S (perpendicular) o TE
La llum incident està polaritzada amb el camp elèctric perpendicular al pla que conté els raigs incident, reflectit i refractat. Aquest pla s'anomena pla d'incidència. El terme llum s-polaritzada prové de l'alemany, senkrecht, que vol dir perpendicular.

#### Polarització P (paral·lela) o TM
La llum incident està polaritzada amb el camp elèctric paral·lel al pla d'incidència.

## Equacions d'intensitat o potència

Variables usades a les equacions de Fresnel

Coeficients de potència: aire i vidre

Coeficients de potència: aire i vidre

Quan el raig incident es troba amb la superfície de separació dels dos medis d'índexs n1 i n2, part del raig es reflecteix i part es refracta (o transmet). Els angles que els raigs incident, reflectit i refractat formen amb la normal es denoten per θi, θr and θt, respectivament.
La relació entre aquests angles ve donada per la llei de la reflexió: 
{\displaystyle \theta _{i}=\theta _{r}} ,
i la llei de Snell:
{\displaystyle n_{1}\sin \theta _{i}=n_{2}\sin \theta _{t}}.
La fracció de potència incident que és reflectida ve donada per la reflectància, R, i la fracció que es refractada ve donada per la transmitància, T.
La reflectància pel cas de llum s-polaritzada és
{\displaystyle R_{s}=\left\vert {\frac {Z_{2}\cos \theta _{i}-Z_{1}\cos \theta _{t}}{Z_{2}\cos \theta _{i}+Z_{1}\cos \theta _{t}}}\right\vert ^{2}=\left\vert {\frac {{\sqrt {\frac {\mu _{2}}{\epsilon _{2}}}}\cos \theta _{i}-{\sqrt {\frac {\mu _{1}}{\epsilon _{1}}}}\cos \theta _{t}}{{\sqrt {\frac {\mu _{2}}{\epsilon _{2}}}}\cos \theta _{i}+{\sqrt {\frac {\mu _{1}}{\epsilon _{1}}}}\cos \theta _{t}}}\right\vert ^{2}},
mentre que la reflectància pel cas de llum p-polaritzada és
{\displaystyle R_{p}=\left\vert {\frac {Z_{2}\cos \theta _{t}-Z_{2}\cos \theta _{i}}{Z_{2}\cos \theta _{t}+Z_{2}\cos \theta _{i}}}\right\vert ^{2}=\left\vert {\frac {{\sqrt {\frac {\mu _{2}}{\epsilon _{2}}}}\cos \theta _{t}-{\sqrt {\frac {\mu _{1}}{\epsilon _{1}}}}\cos \theta _{t}}{{\sqrt {\frac {\mu _{2}}{\epsilon _{2}}}}\cos \theta _{t}+{\sqrt {\frac {\mu _{1}}{\epsilon _{1}}}}\cos \theta _{i}}}\right\vert ^{2}},
on Z1 i Z₂ denoten les impedàncies del medi 1 i 2 respectivament, μ1 i μ₂ són les permeabilitats magnètiques dels dos materials i ε1 i ε₂ són les permitivitats elèctriques dels dos materials.
Per medis no magnètics (és a dir, per aquells materials on es compleix μ1 ≈ μ₂ ≈ μ0, on μ0 és la permeabilitat magnètica del buit) es té, 
{\displaystyle Z_{1}={\frac {Z_{0}}{n_{1}}},\qquad Z_{2}={\frac {Z_{0}}{n_{2}}}}
Aleshores, la reflectància per a llum s-polaritzada esdevé
{\displaystyle R_{s}=\left\vert {\frac {n_{1}\cos \theta _{i}-n_{2}\cos \theta _{t}}{n_{1}\cos \theta _{i}+n_{2}\cos \theta _{t}}}\right\vert ^{2}=\left\vert {\frac {n_{1}\cos \theta _{i}-n_{2}{\sqrt {1-{\bigl (}{\frac {n_{1}}{n_{2}}}\sin \theta _{i}{\bigr )}^{2}}}}{n_{1}\cos \theta _{i}+n_{2}{\sqrt {1-{\bigl (}{\frac {n_{1}}{n_{2}}}\sin \theta _{i}{\bigr )}^{2}}}}}\right\vert ^{2}},
mentre que la reflectància per la llum p-polaritzada,
{\displaystyle R_{p}=\left\vert {\frac {n_{1}\cos \theta _{t}-n_{2}\cos \theta _{i}}{n_{1}\cos \theta _{t}+n_{2}\cos \theta _{i}}}\right\vert ^{2}=\left\vert {\frac {n_{1}{\sqrt {1-{\bigl (}{\frac {n_{1}}{n_{2}}}\sin \theta _{i}{\bigr )}^{2}}}-n_{2}\cos \theta _{i}}{n_{1}{\sqrt {1-{\bigl (}{\frac {n_{1}}{n_{2}}}\sin \theta _{i}{\bigr )}^{2}}}+n_{2}\cos \theta _{i}}}\right\vert ^{2}}.
La segona igualtat que apareix a cada equació s'ha obtingut eliminant θt tot usant la llei de Snell i identitats trigonomètriques.
Com a conseqüència de la conservació de l'energia, les transmitàncies venen donades per
{\displaystyle T_{s}=1-R_{s}}
i 
{\displaystyle T_{p}=1-R_{p}}.
Aquestes relacions són vàlides només per potència o intensitat. Més endavant es mostrarà pels casos on es tenen amplituds complexes en els coeficients de reflexió i transmissió.
Si la llum incident és despolaritzada (és a dir, conté una mescla de polarització p i s), aleshores la reflectància ve donada per,
{\displaystyle R={\frac {1}{2}}(R_{s}+R_{p})}.

### Casos especials

#### Incidència normal
Pel cas d'incidència normal es compleix, {\displaystyle \theta _{i}=\theta _{t}=0} i a més no tenim distinció entre polarització s i p. D'aquesta manera, la reflectància se simplifica a
{\displaystyle R=\left\vert {\frac {n_{1}-n_{2}}{n_{1}+n_{2}}}\right\vert ^{2}}.

#### Angle de Brewster i reflexió interna total
Existeix un angle particular per uns determinats índexs n1 i n₂ tal que el valor de Rp tendeix a zero i un raig incident p-polaritzat és totalment refractat. Aquest angle es coneix com a angle de Brewster i es troba al voltant dels 56° per un vidre en aire. Aquest fet és vàlid quan els índexs de refracció dels dos materials són nombres reals. Per materials que absorbeixen la llum, com són els metalls i els semiconductors, n és complex i Rp no té perquè tendir a zero.
Quan la llum passa d'un medi més dens cap a un que ho és menys (i.e., n1 > n₂), amb un angle d'incidència per sobre de l'angle crític, tota la llum és reflectida i Rs = Rp = 1. Aquest fenomen es coneix com a reflexió interna total. L'angle crític ocorre quan l'angle d'incidència, {\displaystyle \theta _{i}}, resulta en un angle de transmissió {\displaystyle \theta _{t}=\pi /4}.

#### Materials magnètics
Pels materials magnètics, existeix el cas especial on els índexs de refracció reals són iguals, {\displaystyle n_{1}=n_{2}}, però les permeabilitats magnètiques no són iguals. En aquest cas, el raig reflectit és independent de la polarització del raig incident i de l'angle d'incidència.

## Equacions d'amplitud
Les equacions pels coeficients que corresponen a ratios del camp elèctric d'ones amb amplitud complexa també s'anomenen equacions de Fresnel. Prenen diferents formes depenent del formalisme i el conveni de signes escollit. Els coeficients d'amplitud es representen usualment per r i t.

### Descripció del conveni
Al tractament que es fa tot seguit, el coeficient {\displaystyle r} denota el ratio entre l'amplitud de l'ona reflectida i la incident. El coeficient {\displaystyle t} es refereix al ratio entre l'amplitud de l'ona transmesa i la de l'ona incident. La llum se separa en polarització s i p, seguint la definició donada anteriorment.
Pel cas de polarització s, un valor positiu de {\displaystyle r} o {\displaystyle t}, vol dir que el camp elèctric del raig incident i reflectit o transmès són paral·lels, mentre que si prenen un valor negatiu, els camps seran antiparal·lels. Per polarització p, tenir {\displaystyle r} o {\displaystyle t} negatius, voldrà dir que els camps magnètics de les ones són paral·lels, mentre que un valor negatiu, voldrà dir que els camps són antiparal·lels. S'assumeix a més que la permeabilitat magnètica, {\displaystyle \mu }, en tots dos medis és igual a la permeabilitat magnètica del buit, {\displaystyle \mu _{0}}.

### Fórmules
Usant el conveni de signes descrit anteriorment, 
{\displaystyle r_{s}={\frac {n_{1}\cos \theta _{i}-n_{2}\cos \theta _{t}}{n_{1}\cos \theta _{i}+n_{2}\cos \theta _{t}}}=t_{s}-1},
{\displaystyle t_{s}={\frac {2n_{1}\cos \theta _{i}}{n_{1}\cos \theta _{i}+n_{2}\cos \theta _{t}}}=r_{s}+1},
{\displaystyle r_{p}={\frac {n_{2}\cos \theta _{i}-n_{1}\cos \theta _{t}}{n_{1}\cos \theta _{t}+n_{2}\cos \theta _{i}}}},
{\displaystyle t_{p}={\frac {2n_{1}\cos \theta _{i}}{n_{1}\cos \theta _{t}+n_{2}\cos \theta _{i}}}}.
Com que tant l'ona reflectida com la incident es propaguen en el mateix medi i formen el mateix angle amb la normal, el coeficient de reflexió està relacionat amb la reflectància {\displaystyle R} mitjançant:
{\displaystyle R=|r|^{2}}.
Pel cas de la transmitància, com que la llum viatja en diferents direccions i velocitat en tots dos medis, es pot relacionar amb el coeficient {\displaystyle t} a partir de:
{\displaystyle T={\frac {n_{2}\cos \theta _{t}}{n_{1}\cos \theta _{i}}}|t|^{2}}.
En el cas de la reflexió interna total, els coeficients {\displaystyle t_{p}} i {\displaystyle t_{s}}són nombres complexos que representen la ona evanescent.